# Ябланишки езера
Ябланишките езера (на македонска литературна норма: Јабланички езера) са езера в планината Ябланица, през която минава държавната граница между Северна Македония и Албания. Езерата се намират на територията на Северна Македония.
Ябланишките езера са високопланински ледникови езера. Те са четири постоянни:
- Подгоречко езеро. Разположено е на северозапад от връх Църн камен (2258 m), най-високия в планината. То е най-голямото от четирите езера.[1]
- Вевчанско езеро. Намира се в източното подножие на връх Църн камен, в изворната зона на река Матица, на около 1950 m надморска височина. [2]

Подгорското и Вевчанското езеро са известни и като Вевчански локви.
- Горно Лабунищко езеро
- Долно Лабунищко езеро

Двете Лабунищки езера са малко пò на север, в изворната зона на реката, минаваща през село Лабунища. Известни са също и като Горна и Долна Лабунишка локва.